# 十字架を担うキリスト (ボス、ヘント美術館)
『十字架を担うキリスト』（じゅうじかをになうキリスト、蘭: De kruisdraging、英: Christ Carrying the Cross）は、初期フランドル派の画家ヒエロニムス・ボスが1510年から1516年ごろに制作した絵画である。油彩。『新約聖書』の4つの福音書で語られている、ゴルゴダの丘に十字架を背負って運ぶイエス・キリストの受難を主題としている。ボスの最晩年の作品とされているが、近年の研究によって卓越した追随者による作品と見なされる傾向が強くなっている。現在はヘントのヘント美術館に所蔵されている。また同主題の作品がウィーンの美術史美術館とマドリードの王宮に所蔵されている。

## 主題
4つの福音書（「マタイによる福音書」27章、「マルコによる福音書」15章、「ルカによる福音書」23章、「ヨハネによる福音書」19章）によると、捕らえられたキリストはピラト総督の官邸で鞭打たれて、頭上に荊の冠を載せられ、嘲笑されたのち、処刑させる場所であるゴルゴダの丘まで十字架を背負って歩かされた。ヨハネ以外の3つの福音書によると、キリストが途中で力尽きて倒れたため北アフリカのキュレネ出身のシモンを捕らえて十字架を背負わせ、キリストの後を歩かされた。「ルカによる福音書」によると、キリストの後を多くの群衆と悲嘆する女性たちの群れが従った。伝説によると、このとき聖ヴェロニカが進み出て、汗をぬぐうためにキリストに布を差し出した。すると不思議なことにキリストの顔が布に写し取られた。また2人の罪人もともに引かれて行き、ゴルゴダの丘に到着すると罪人たちはキリストの左右に磔にされた。

## 作品

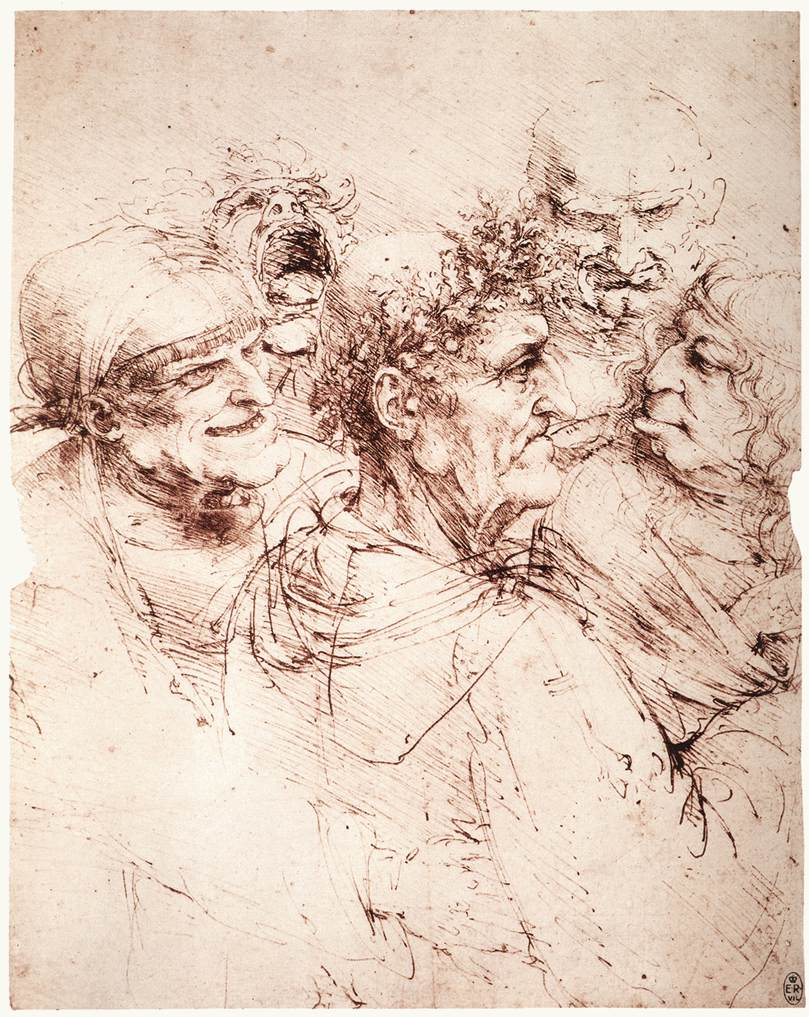
レオナルド・ダ・ヴィンチの風刺画。

ヒエロニムス・ボスは善と悪の闘争を中心テーマに据え、十字架を背負って歩くキリストを描いている。ボスはキリストとその周囲の人物をクローズアップして捉えるとともに、絵画世界から空間的感覚を除去し、善良な人間と邪悪な人間たちのトローニーが混然一体となってキリストの周囲に群がる様子を描いている。しかしその実、非常に厳格かつ形式的に、絵画世界を作り上げている。キリストの頭部は2つの対角線が交差する場所に配置されている。十字架の一部は対角線の1つを形成し、画面左上にキュレネのシモンが、画面右下には罪人が描かれている。もう一方の対角線上には、画面左下に聖ヴェロニカと彼女が持つ白い布に写し取られたキリストの顔が配置され、画面右上に悔い改める罪人が配置されている。彼は意地の悪い詐欺師やパリサイ人、邪悪な性質の修道士によって脅迫されている。ボスは善人と悪人をその風貌で巧みに描き分け、対比させている。これらのグロテスクな顔の登場人物は、受難劇で使用された仮面や、レオナルド・ダ・ヴィンチの風刺画に似ている。 対して柔らかく造形されたキリストの顔は、逆に深い平静さを表現している。これは孤独の中であっても善は悪に勝つというメッセージを伝えている。この表現はボスが所属していた信徒同胞団の考えと一致している。

## 帰属

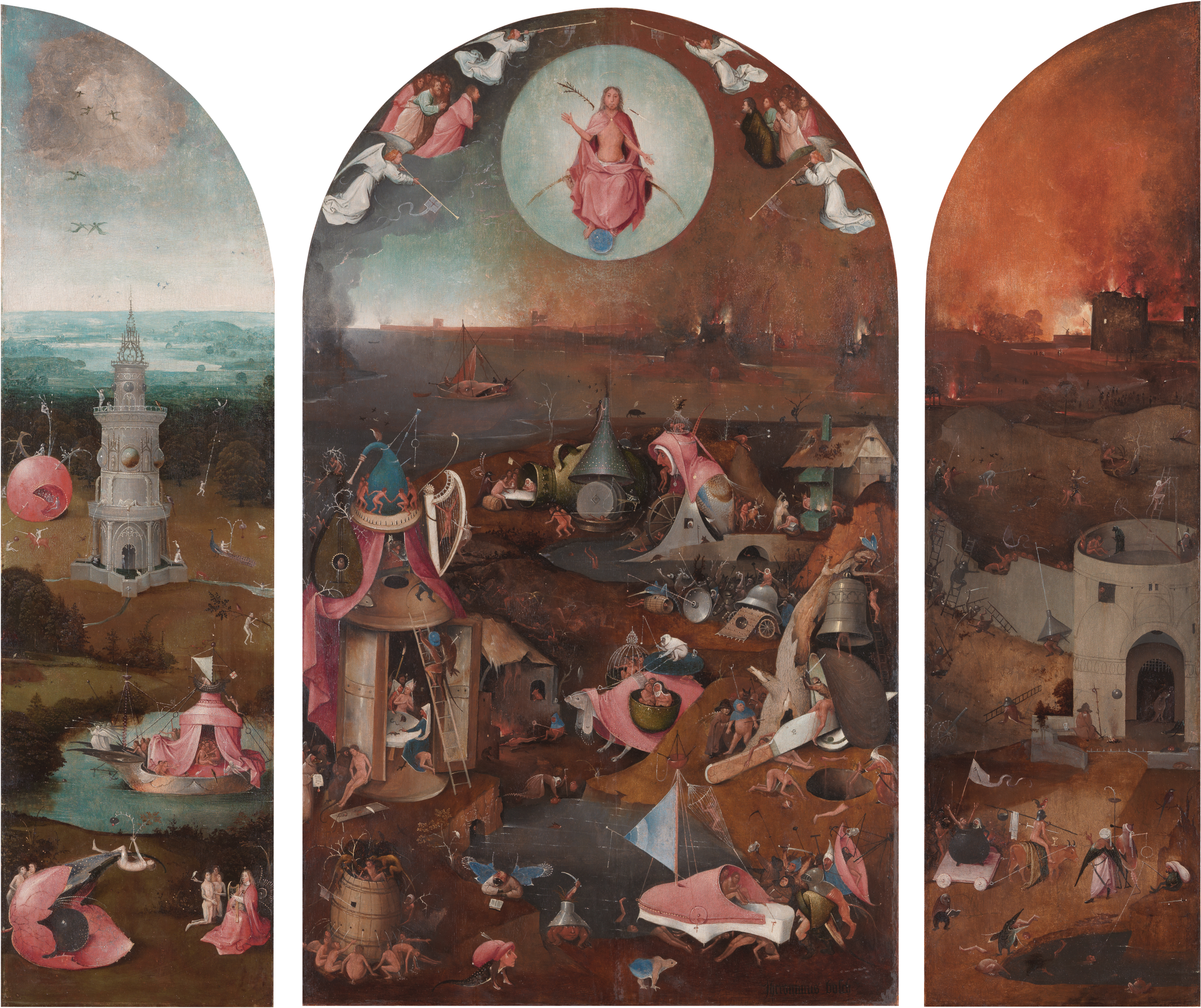
ボスの『最後の審判』。グルーニング美術館に所蔵されているバージョン。

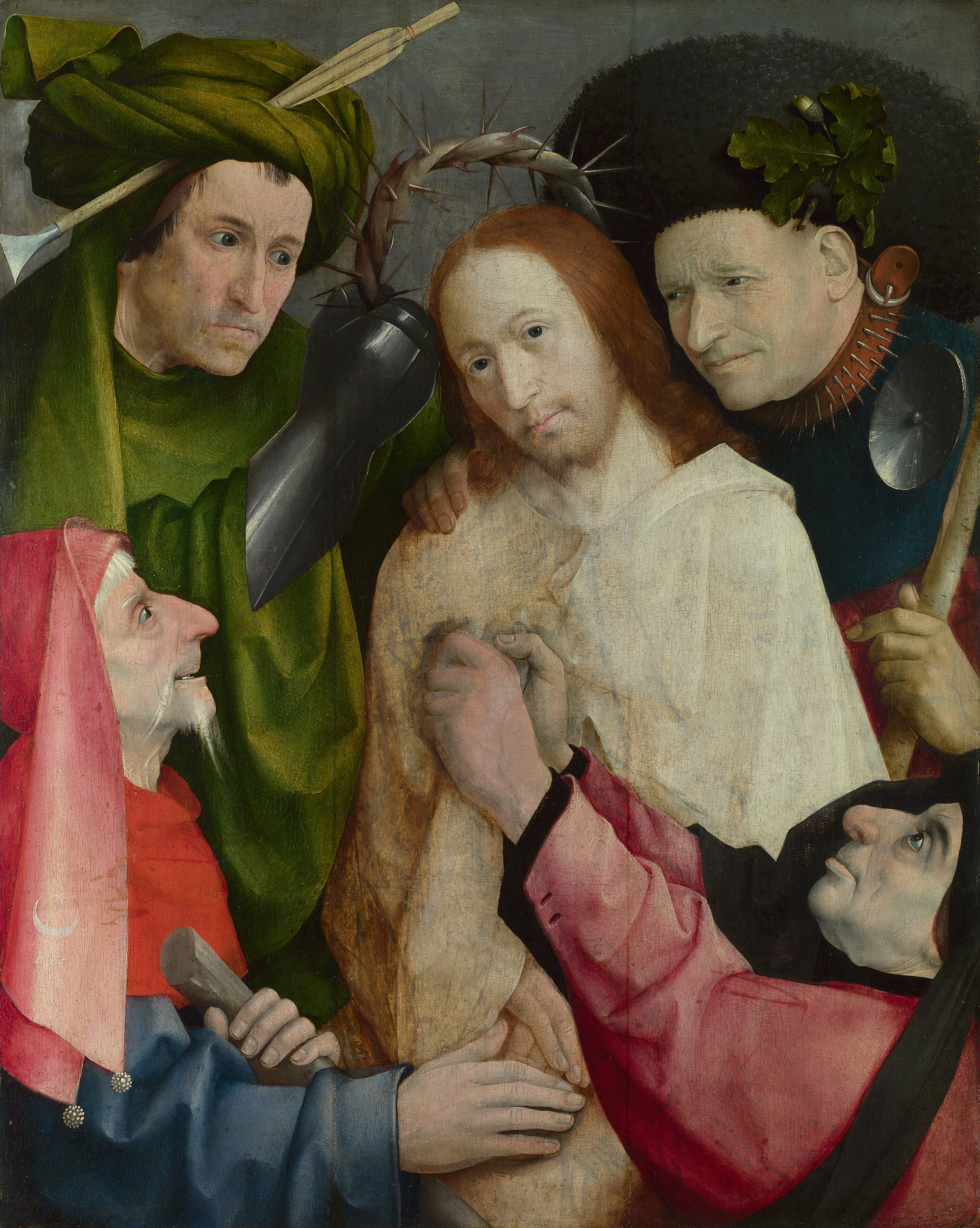
ボスの『茨の冠のキリスト』。ロンドン・ナショナル・ギャラリー所蔵。

### 疑問点
帰属については40年以上もの間、疑問視され続けている。ヒエロニムス・ボスの全作品を包括的に研究することを目的として2010年に設立されたボス研究保存プロジェクト（BRCP）は6年間の研究の研究成果を2冊の膨大な科学出版物として出版した。その中でBRCPは本作品がボスへの帰属を拒否することに同意している。BRCPによると、本作品はおそらく1530年から1540年ごろにボスの原型を複製したものである。対してヘント美術館はボスの作品として展示している。赤外線リフレクトグラフィーによる科学的調査によって判明した下絵は、他のボスに帰属されている絵画のそれとは類似していない。また下絵と完成作との間に目立った差異がないのに対して、他の作品では頻繁に相違点が存在している。ボスは当初の下絵に従うことなく制作過程で様々な変更を加えたが、本作品にそうした特徴は見られない。さらに人物像の形態学的な細部（耳、手、顔の表情の描写など）の比較は別の画家の作品であることを示している。

### 反論
一方、ブルッヘのグルーニング美術館に所蔵されているボスの『最後の審判』（Laatste Oordeel）の修復に携わった美術史家・修復家のクリート・ステヤート（Griet Steyaert）は、本作品の筆遣い（特に耳の描写の仕方）はボスの他の作品と完全に一致しており、本作品と同じ画家の手が確認できると主張している。またBRCPは根拠の1つに、ボスの時代に場面をクローズアップして描いた作品はめったに存在しないことを挙げているが、ボスはロンドン・ナショナル・ギャラリー所蔵の『荊の冠』（De doornenkroning van Christus）において、劇的なクローズアップを用いて制作している。マクシミリアン・マルテンス（Maximiliaan Martens）は両作品を比較し、あごひげや口ひげに鉛白を塗る方法が同じであることを指摘している。マルテンスは晩年の作品である『十字架を担うキリスト』と制作時期に開きがあることを認めているが、同時に同じ画家の筆が入っていることを認めている。これらの議論はいまだ本作品の帰属をボスと見なしうる材料が残されていることを示している。
ボスは逆説的な画家であり、たとえプラド美術館所蔵の『快楽の園』（Tuin der lusten）のような作品であっても、祭壇画を構成する3点の板絵の間には様式的な不一致が認められる。現存する作品数の少なさに対して、作品内のバリエーションは膨大であり、そのことがボスをいっそう捉えがたい画家にしている。

## 来歴
1902年にヘント美術館によって購入された。

## ギャラリー
ディテール

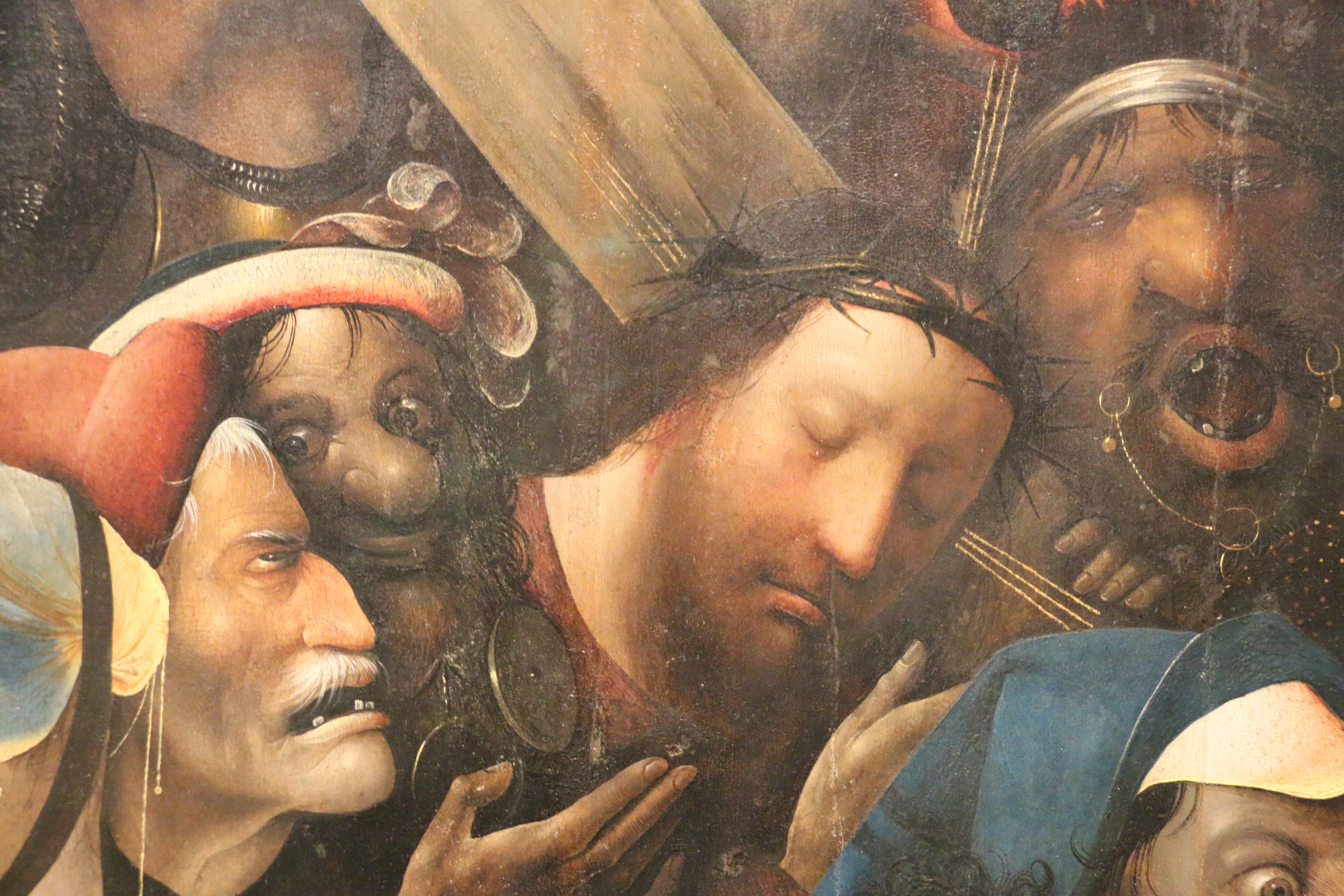
キリスト
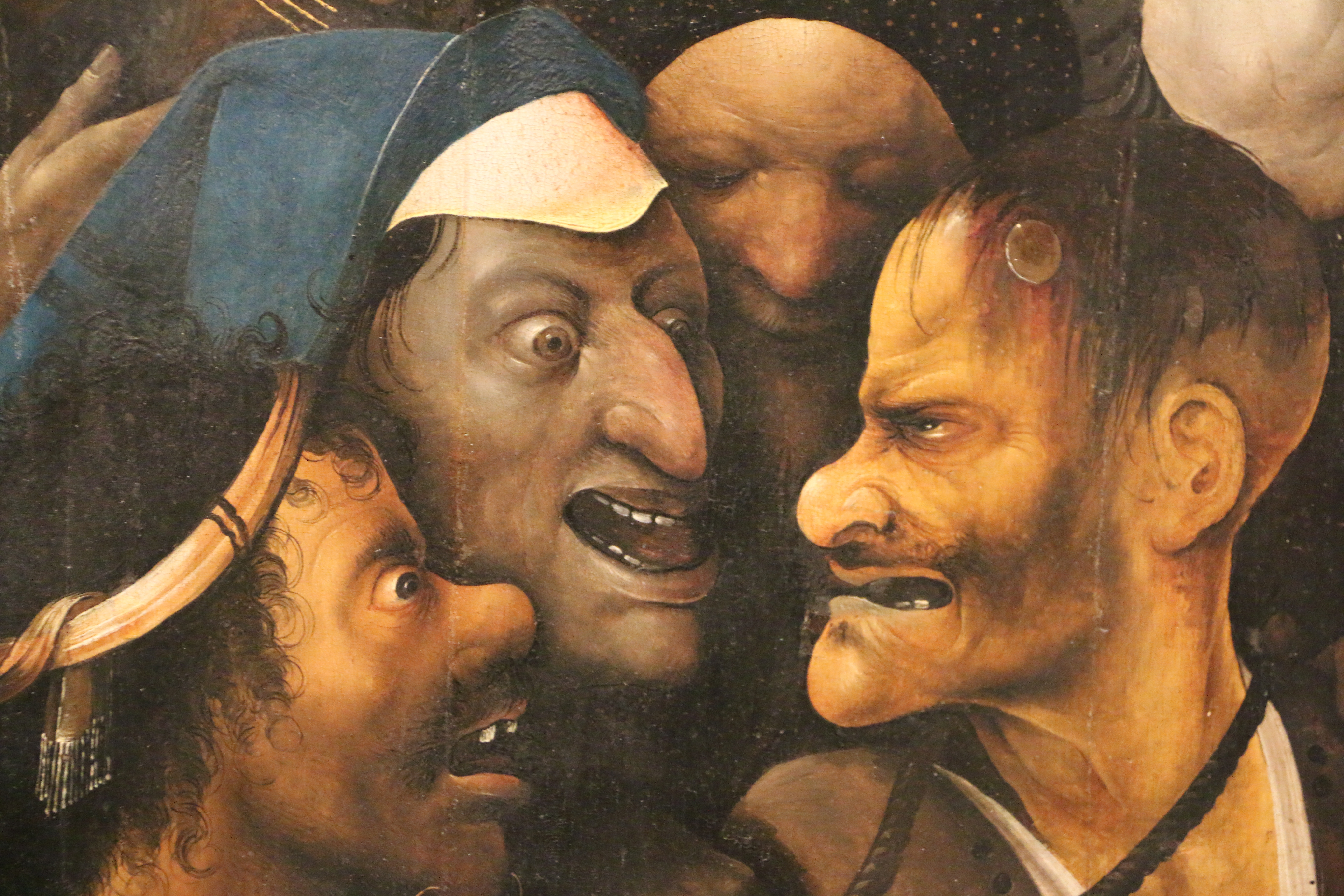
罪人

ボスの同主題の作品

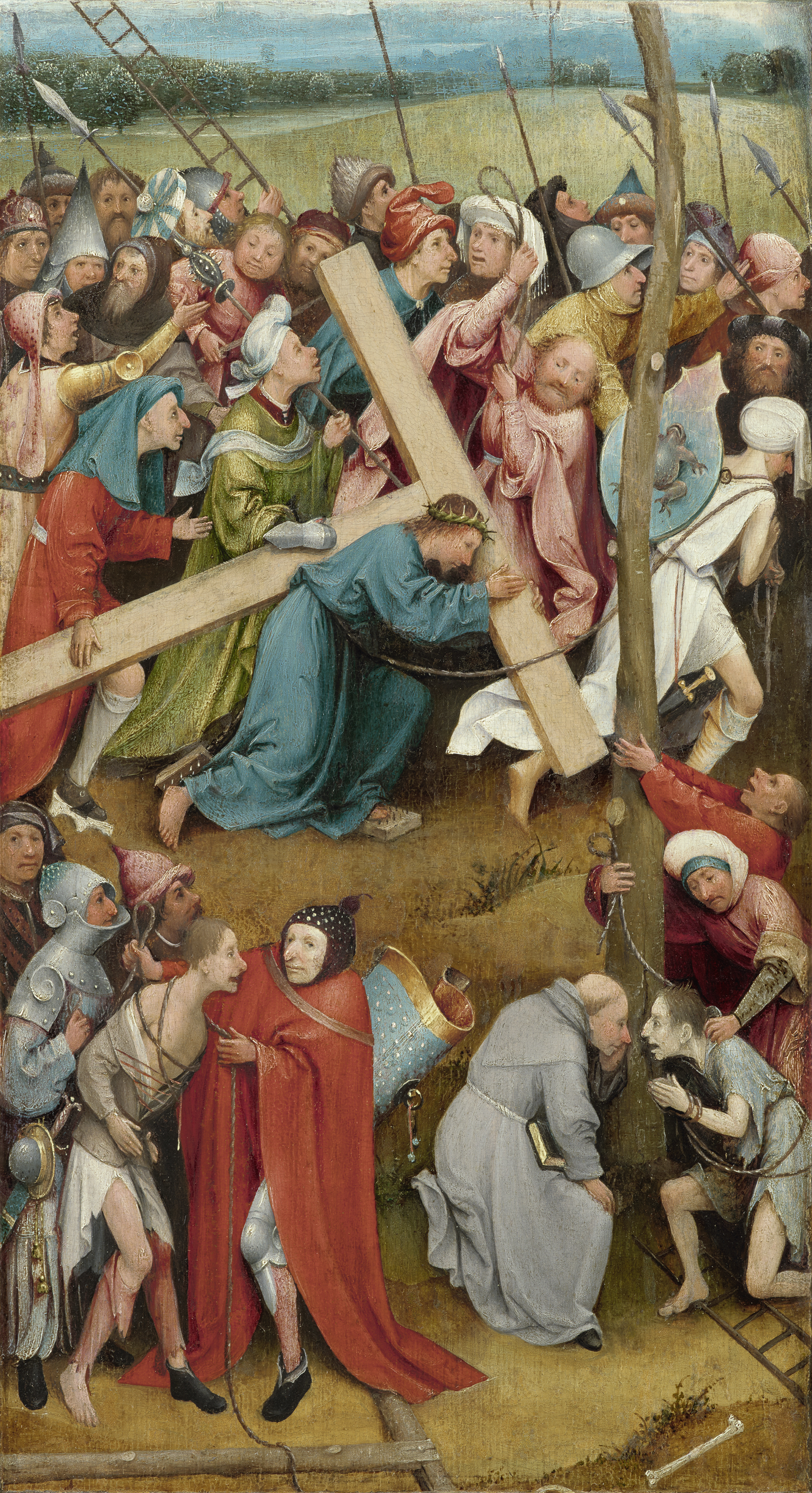
『十字架を担うキリスト』1500年ごろ 美術史美術館所蔵
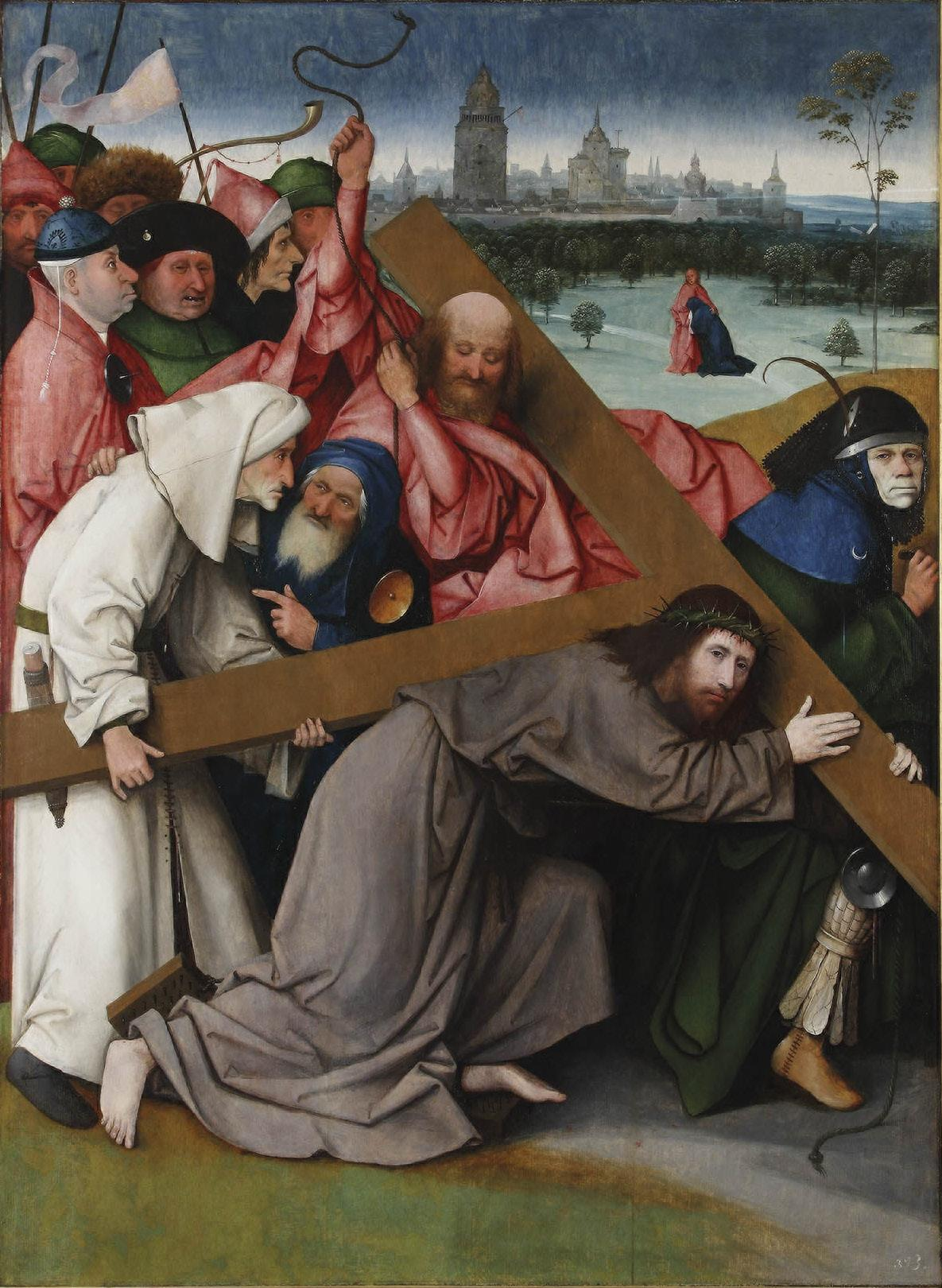
『十字架を担うキリスト』1505年から1507年の間 マドリード王宮所蔵